# 持続低音
持続低音（じぞくていおん、英:pedal point、仏:pédale、独:Orgelpunkt）は、和声のある音楽において、特に低音で持続する音である。

## 概要
持続低音は、和声には組み入れられない非和声音の一種であるが、「最初は和声音であるが、和音が変わって非和声音になっても続く」、「後で和声音に解決する」という点が他の非和声音とは異なる。
持続低音は「和音を元に引き戻す強い和声上の効果がある」。持続低音は通常、主音または属音に用いられる。また、低音ではなく高音を持続させることもある。
ハープシコードやピアノのような音の減衰が速い楽器では、同一音の繰り返しやトリルなどで代用されることが多い。
西欧の用語には「オルガン」や「ペダル」を表す言葉が含まれることが多いが、これはオルガンでは足踏み鍵盤にて演奏されることが多かったためである。

## 使用される場面

### フーガ
フーガでは、持続低音がしばしば用いられ、特に曲の終わり近くで用いられることが多い。

### 主題に戻る前の準備
ソナタ形式やロンド形式をとる楽曲においては、再現部の直前（ソナタ形式の場合）やロンド主題が再現する直前（ロンド形式の場合）に属音の持続低音が設けられることが多い。緊張感を高揚させ、主調を準備をする役目を果たす。

### パストラーレ・オルゲルプンクト
田園風の主題を提示する際に、主音と属音からなる5度の二重持続低音がしばしば用いられ、これはパストラーレ・オルゲルプンクトと呼ばれる。
パストラーレ・オルゲルプンクトが見られる作品としては、ヴィヴァルディのヴァイオリン協奏曲ホ長調『春』（第3楽章主題）、ベートーヴェンの交響曲第6番ヘ長調『田園』（第1楽章第1主題、第5楽章前奏）、ドヴォルザークの交響曲第5番ヘ長調（第1楽章第1主題）などがある。